# فيكي نوبل
فيكي نوبل (بالإنجليزية: Vicki Noble)‏ هي كاتِبة ومُدرسة أمريكية، ولدت في 1947.